# Kruckow
Kruckow là một đô thị thuộc huyện Vorpommern-Greifswald (trước thuộc Demmin), bang Mecklenburg-Vorpommern, Đức. Đô thị Kruckow có diện tích 35,39 km², dân số thời điểm ngày 31 tháng 12 năm 2006 là 709 người.